# 由良忠繁
由良 忠繁（ゆら ただしげ）は、江戸時代前期の高家旗本。由良家3代当主。

## 略歴
慶長14年（1609年）、由良国繁の次男として誕生。
元和7年（1621年）、兄・貞繁の死去により、家督を相続する。ただし、御目見をしていなかったために知行7000石を1000石に減らされる。「のち大沢基重が務に准じ近侍す」（『寛政重修諸家譜』）とあり、高家職に準じた職務を担当していたようである。寛永11年（1634年）、書院番に列し、徳川家光の上洛に従う。その後、辞職したという。
寛永16年（1639年）2月15日、死去。享年31。